# Antipathes taxiformis
Antipathes taxiformis is een Antipathariasoort uit de familie van de Antipathidae. De wetenschappelijke naam van de soort is voor het eerst geldig gepubliceerd in 1870 door Duchassaing.